# Qualitätsmanagement in der Medizin
Qualitätsmanagement (QM) in der Medizin umfasst in Deutschland nach § 135a Abs. 2 Nr. 2 (früher § 136b Abs. 1 Nr. 1) SGB V als einrichtungsinternes Qualitätsmanagement alle organisatorischen Maßnahmen, die zur Planung, Lenkung und Verbesserung der Leistungsqualität in medizinischen Einrichtungen erforderlich sind. Meistens werden die Normen ISO 9000, ISO 9001, DIN EN 15224 oder ISO 7101 dem QM-Verständnis zugrunde gelegt.
Ärzte können in manchen Bundesländern bei ihrer Ärztekammer die Zusatzbezeichnung Ärztliches Qualitätsmanagement erwerben.

## Abgrenzung

### Abgrenzung zur Qualitätssicherung
Qualitätsmanagement in der Medizin ist Management hinsichtlich der Qualität in Einrichtungen der Gesundheitsversorgung. Die Norm ISO 9000:2015 merkt an, dass dazu das Festlegen der Qualitätspolitiken und der Qualitätsziele, sowie Prozesse für das Erreichen dieser Qualitätsziele durch Qualitätsplanung, Qualitätssicherung, Qualitätssteuerung und Qualitätsverbesserung gehören können. Zentrale Ziele des internen Qualitätsmanagements sind
1. die Befähigung zur Darlegung, dass beständig Produkte und Dienstleistungen bereitgestellt werden, die die Anforderungen der Kunden und der zutreffenden gesetzlichen und behördlichen Anforderungen erfüllen und
2. durch Anwendung des QM-Systems die Kundenzufriedenheit erhöht und die Prozesse verbessert werden.

Im § 135a SG B V Sozialgesetzbuch V fordert der Gesetzgeber von den Leistungsbringern ein einrichtungsinternes QM. Der Gemeinsame Bundesausschuss (G-BA) hat mit der Qualitätsmanagement-Richtlinie die grundsätzlichen Anforderungen an ein einrichtungsinternes QM für alle Leistungsanbieter formuliert.
Der weiter reichende Begriff Qualitätssicherung in der Medizin (QS) umfasst alle Maßnahmen zur Sicherung der Qualität ärztlicher Leistungen und anderer medizinischer Fachberufe, einschließlich der Schutzgesetzgebung des Staates zum Strahlenschutz, zur Hygiene, zu Arzneimitteln und Medizinprodukten, der Aus- und Weiterbildungsverordnungen, der Richtlinien des G-BA usw. An der umfassenden QS der Medizin ist eine große Zahl von Institutionen mit teilweise sehr spezifischen Anliegen beteiligt.
Der engere Begriff der einrichtungsübergreifenden Qualitätssicherung wird auf Maßnahmen zum statistischen Vergleich von ausgewählten Behandlungen durch ein externes Institut angewandt § 137a SGB V.
Der in der deutschen Fachsprache übliche Begriff „Qualitätssicherung“ wurde Anfang 1993 zur Vermeidung von Missverständnissen durch die Bezeichnung „Qualitätsmanagement“ ersetzt. In den Normen ist seitdem QM der Oberbegriff und QS eine Bezeichnung für Methoden der Qualitätskontrolle oder Qualitätsdarlegung. In der Medizin bleibt QS ein Oberbegriff für Maßnahmen sehr unterschiedlicher Akteure und Methodik zur Sicherung der Qualität in der Medizin. Der Sprachgebrauch ist deswegen uneinheitlich und vom Kontext abhängig. GMDS Begriffe zum Qualitätsmanagement.

### Abgrenzung zur Industrie
Die Einrichtungen der Gesundheitsversorgung haben das Konzept des Qualitätsmanagements der internationalen Normen (vorzüglich nach den ISO 9000 ff.) als Stand der Technik weitgehend übernommen. Die Normen schließen (materielle) Produkte und (immaterielle) Dienstleistungen gleichermaßen ein. Trotzdem sind Unterschiede zum produzierenden Gewerbe offensichtlich:
1. Der Patient als Kunde ist an der Leistungserstellung unmittelbar beteiligt, was beim Käufer einer Ware nicht der Fall ist.
2. Medizinische Behandlung ist fast immer Einzelfertigung, nur in Ausnahmefällen Serienproduktion.
3. Die Anzahl gleicher Leistungen ist gering und lässt statistische Vergleiche nur bedingt zu.
4. Wie alle Dienstleistungen lassen sich medizinische Leistungen nicht auf Vorrat herstellen und dann nachträglich nach dem Grad der Qualität selektieren.
5. Die meisten Behandlungsprozesse sind „spezielle Prozesse“, d. h. ihr Ergebnis lässt sich nicht oder nur mit erheblichem Aufwand prüfen.
6. Der Beratungsbedarf bei den festzulegenden Anforderungen (Identifikation des Behandlungsbedarfes) ist besonders groß und auf approbierte Berater beschränkt.

Das führt dazu, dass viele in der Industrie bewährte QM-Maßnahmen (wie z. B. statistische Vergleiche) nicht auf die Medizin übertragbar sind. Hinzu kommt, dass der Markt für medizinische Leistungen bei der Durchsetzung qualitativ hochwertiger und wirtschaftlicher Produkte weitgehend versagt: das Preis-Leistungs-Verhältnis ist schwer abschätzbar, die kundenseitige Nutzen-Kosten-Abwägung ist verzerrt. Staatliche Regulation und Finanzierung über Versicherungssysteme schränken Angebot und Nachfrage erheblich ein.

## Grundelemente und Grundsätze des Qualitätsmanagements
Der Gemeinsame Bundesausschuss (G-BA) hat im § 3 seiner QM-Richtlinie 6 Grundelemente des Qualitätsmanagements identifiziert:
- Patientenorientierung, einschließlich Patientensicherheit
- Mitarbeiterorientierung, einschließlich Mitarbeitersicherheit
- Prozessorientierung
- Kommunikation und Kooperation
- Informationssicherheit und Datenschutz
- Verantwortung und Führung

Die Grundelemente decken sich weitgehend mit den 7 Grundsätzen des Qualitätsmanagements der Norm Kundenorientierung; Engagement von Personen; prozessorientierter Ansatz; Führung. Die Grundsätze Verbesserung; faktengestützte Entscheidungsfindung; Beziehungsmanagement gehen über die Grundelemente des G-BA hinaus, während Kommunikation / Kooperation; Informationssicherheit und Datenschutz in der Norm fehlen.

## Anforderungen an QM-Systeme und ihre Verfahren

### Anwendungsbereich
Wirksames und effizientes QM baut auf der systematischen Anwendung von QM-Verfahren und -methoden auf, ihrer Verwirklichung, Aufrechterhaltung und laufenden Verbesserung. DIN EN ISO 9001:2015 benennt allgemeine Anforderungen an Organisation und Leistungsprozess. DIN EN 15224:2017 und die QM-Richtlinie des G-BA präzisieren, erläutern und ergänzen das QM-System einer Einrichtung der Gesundheitsversorgung. Dafür müssen die Aufbau- und Ablauforganisation, die Behandlungsabläufe und die sie unterstützenden Führungsprozesse festgelegt und durch Überwachungs- und Ergebnisdaten regelmäßig überprüft werden.
Nicht alle Anforderungen sind gleichrangig. Die Normen erklären ihre Anforderungen weitgehend für unverzichtbar, wenn eine überzeugende Qualitätsdarlegung in der Konformitätsprüfung gelingen soll. Die QM-RL des G-BA überlässt den Einrichtungen weitgehend die Anpassung auf die Gegebenheiten ihrer Organisation.
Im Folgenden werden die Bestandteile eines QM-Systems umschrieben.

### Kontext der Organisation
Die Organisation muss externe und interne Themen bestimmen, die für ihren Zweck, ihre strategische Ausrichtung und ihre Fähigkeit relevant sind, um die beabsichtigten Ergebnisse zu erreichen. Dafür müssen die interessierten Parteien und ihre Anforderungen bestimmt werden. Der Anwendungsbereich muss für die Themen, die Anforderungen und die Produkte und Dienstleistungen festgelegt werden. Die Organisation muss ein QM-System aufbauen, verwirklichen, aufrechterhalten und fortlaufend verbessern. Über das QM-System muss dokumentierte Information aufrechterhalten werden, um die relevanten Prozesse (wie im Folgenden ausgeführt) zu unterstützen.

### Führung und Verpflichtung
Die oberste Leitung trägt die Organisationverantwortung für den gesamten Betrieb der Einrichtung. Dazu gehören insbesondere die Rechenschaftspflicht über die Wirksamkeit des QM-Systems, die Festlegung der Qualitätspolitik, der Qualitätsziele und die strategische Ausrichtung der Einrichtung in ihrem Kontext. Die Leitung soll den prozessorientierten Ansatz (PDCA-Zyklus) anwenden und das risikobasierte Denken fördern. Sie soll die nötigen Ressourcen bereitstellen sowie Personal einsetzen, anleiten und unterstützen und ihm Verantwortlichkeiten und Befugnisse für relevante Rollen zuweisen. Sie muss die Kundenorientierung sicherstellen, die Kundenanforderungen sowie zutreffenden gesetzlichen und behördlichen Anforderungen bestimmen, verstehen und erfüllen. Sie muss den Fokus auf die Verbesserung der Kundenzufriedenheit aufrechterhalten.

### Planung
Bei Planungen muss die Organisation unter Berücksichtigung des Kontextes die Risiken und Chancen bestimmen, um die beabsichtigten Ergebnisse zu erzielen, unerwünschte Auswirkungen zu verhindern und um Verbesserung zu erreichen. Die Organisation muss Maßnahmen zum Umgang mit Risiken und Chancen in ihre Prozesse integrieren und deren Wirksamkeit bewerten. Im Einklang mit der Qualitätspolitik müssen messbare Qualitätsziele für relevante Funktionen, Ebenen und Prozesse festgelegt, überwacht, vermittelt und erforderlichenfalls aktualisiert werden. Änderungen müssen auf geplante Weise durchgeführt werden.

### Unterstützung, Ressourcen
Die Organisation muss die erforderlichen Ressourcen bestimmen und bereitstellen. Ressourcen sind die Personen, die für den Betrieb notwendig sind sowie die Infrastruktur aus Gebäuden, Ausrüstung, Transporteinrichtungen, Informations- und Kommunikationstechnik. Die Organisation muss für eine geeignete Prozessumgebung sorgen, die auf einer Kombination sozialer, psychologischer und physikalischer Faktoren beruht. Die Organisation muss Ressourcen für gültige und zuverlässige Überwachungs- und Messtätigkeiten bereitstellen, deren Ergebnisse durch Rückführung auf Normale (Kalibrierung, Verifizierung) Vertrauen verdienen.
Die Organisation muss das Wissen bestimmen, zur Verfügung stellen, aufrechterhalten und ergänzen, das benötigt wird, um die Konformität von Produkten und Dienstleistungen zu erreichen. Die Organisation muss bestimmen, welche Kompetenzen bei ihrem Personal erforderlich sind; sicherstellen, dass diese durch Ausbildung, Schulung und Erfahrung gebildet wurden und erforderlichenfalls ergänzt werden. Das Personal soll sich der Verantwortung für das QM-System, insbesondere der Folgen einer Nichterfüllung von Anforderungen, bewusst sein. Die relevanten Kommunikationsstrukturen müssen bestimmt werden. Information, die für die Wirksamkeit des QM-Systems erforderlich ist, muss bestimmt und (schriftlich) dokumentiert werden.

### Betrieb
Der Abschnitt 8 der Normen behandelt die Anforderungen an die Leistungserstellung – in Einrichtungen der Gesundheitsversorgung also die medizinische Behandlungen. Die Organisation muss die Art der Leistungen, die Anforderungen und die Kriterien für ihre Annahme planen und steuern, die benötigten Ressourcen bestimmen und den Umfang der Aufzeichnungen festlegen. Informationen über Produkte und Leistungen müssen mit dem Kunden geteilt, der Umgang mit Anfragen und Aufträgen geregelt und Kundenreklamationen angenommen werden.
Maßnahmen für den Notfall müssen vorbereitet sein.
Anforderungen an das Produkt und die Leistung müssen die gesetzlichen und behördlichen Anforderungen erfüllen. Die Organisation muss vor Übernahme von Aufträgen sich überzeugen, ob sie die Anforderungen erfüllen kann.
Produkte und Dienstleistungen müssen darauf geprüft werden, ob sie die an sie gestellten Anforderungen erfüllen. Dafür muss ein Entwicklungsprozess erarbeitet werden (Abschnitt 8.3). Unternehmen der Industrie haben eigene Forschungs- und Entwicklungsabteilungen, um die Merkmale ihrer Produkte zu untersuchen. In der Medizin werden die Methoden in einem historisch-wissenschaftlichen Prozess verifiziert. Die Methoden der evidence-based medicine (ebm) sind inzwischen so standardisiert, dass damit eine angemessene Methodik zur Verfügung steht. Systematische Übersichtsarbeiten und Leitlinien können als Entwicklungsergebnisse betrachtet werden, auch wenn es meistens an einer Steuerung für die Entwicklung fehlt.
Alle Anforderungen an die Produktrealisierung gelten auch für extern bereitgestellte Prozesse, Produkte und Dienstleistungen. Dem Informationsaustausch mit den externen Anbietern kommt große Bedeutung zu.
Produktion und Dienstleistungserbringung müssen unter beherrschten Bedingungen erfolgen, die im Einzelnen erläutert werden. Ergebnisse der Prozesse müssen gekennzeichnet und rückverfolgbar sein. Die Organisation muss die Ergebnisse in dem Umfang erhalten, der notwendig ist, um die Konformität mit den Anforderungen sicherzustellen (auch über den Zeitpunkt der Lieferung hinaus). Am Ende der Leistungserstellung soll eine förmliche Freigabe stehen. Ergebnisse, die die Anforderungen nicht erfüllen, müssen gekennzeichnet und gesteuert werden, um unbeabsichtigten Gebrauch oder Wiederholung von Fehlern (Nicht-Konformitäten) zu vermeiden. Die Organisation muss die Nichtkonformitäten beschreiben und geeignete Maßnahmen einleiten.

### Bewertung der Leistung
Die Organisation muss bestimmen, was, wie und wann überwacht und gemessen werden soll und wann die Ergebnisse bewertet werden. Der Grad, zu dem die Kundenforderungen erfüllt wurden und wie dies vom Kunden wahrgenommen wird, ist dabei ein wichtiger Parameter. In geplanten Abständen (Auditprogramm) sollen interne Audits durchgeführt werden. Zusammen mit den Ergebnissen der Daten-Analyse werden die Audit-Berichte in einem förmlichen Prozess der Managementbewertung genutzt, um Entscheidungen zu Möglichkeiten der Verbesserung, Änderungsbedarf am QM-System und am Bedarf an Ressourcen zu treffen.

### Verbesserung
Die Organisation muss Chancen bestimmen und auswählen, um Produkte und Dienstleistungen zu verbessern, zukünftige Erfordernisse und Erwartungen zu berücksichtigen und unerwünschte Auswirkungen zu verringern. Dafür müssen Nichtkonformitäten erkannt und analysiert werden. Die Ursachen müssen erkannt und auf die Ereignisse angemessen reagiert werden. Wenn erforderlich, müssen die Verfahren im QM-System geändert werden.

### Ergänzungen und Erläuterungen für den Kontext der Gesundheitsversorgung
QM-Systeme sind allgemeingültig. Das erzwingt eine abstrakte Begrifflichkeit, die erst für den eigenen Kontext interpretiert werden muss. DIN EN 15224 ergänzt und erläutert eine Reihe von Punkten. Die Anforderungen der QM-RL des G-BA lassen sich widerspruchslos in das QM-System der ISO 9001 integrieren. Inzwischen liegen aus der Praxis viele Konkretisierungen vor, die allgemeine Anerkennung gefunden haben.
DIN EN 15224 konkretisiert, dass die klinischen Prozesse als Kernprozesse zu gelten haben. Der Abschnitt 8 und insbesondere 8.5 sind mithin auf die medizinischen Leistungen anzuwenden. Die Norm verstärkt die Anforderungen an das klinische Risikomanagement. Mehrfach wird betont, dass die Norm gesetzliche und behördliche Anforderungen den eigenen Anforderungen gleichstellt. Zu den Entwicklungsangaben werden wichtige Gesichtspunkte ergänzt. Die Beziehungen zu den externen Anbietern nehmen größeren Raum ein und werden mit den internen Dienstleistern gleichgestellt. Kennzeichnung und Rückverfolgbarkeit sind in vielen Gesetzen bereits gefordert. Zur Steuerung nichtkonformer Ergebnisse wird auf interne und externe Berichterstattung hingewiesen. Die QM-RL des G-BA listet einige verpflichtende Methoden und Instrumente auf, ohne damit einen umfassenden systematischen Zusammenhang herzustellen. Sie lassen sich unschwer den Anforderungen der Normen zuordnen. Neben einem internen Berichtswesen wird ein externes, einrichtungsübergreifendes Fehlermeldesystem (CIRS) gefordert. Besondere Maßnahmen werden verlangt zu einem Notfallmanagement, zur Arzneimittelsicherheit, zum Schmerzmanagement, zur Vermeidung von Stürzen und zur Prävention von und Hilfe bei Missbrauch und Gewalt.

## Dokumentierte Information
Für eine Konformitätsbewertung muss die Information über das QM-System und seine Prozesse gesammelt, bereitgestellt und ständig aktualisiert werden (Dokumentierte Information).
In ISO 9001 werden die Dokumente genannt, die mindestens vorhanden sein müssen. Viele weitere Anforderungen lassen sich dauerhaft nur aufrechterhalten, wenn dazu Spezifikationen oder Aufzeichnungen erstellt werden. Die Anzahl der Dokumente sprengt den Umfang, den man in einem (analogen) Handbuch sammeln könnte. Einen Eindruck vom Regelungsumfang erhält man z. B. durch das Muster-Handbuch "QM-Handbuch der Guten Hospital-Praxis GHP".
Heute werden Verfahrens- und Arbeitsanweisungen, Spezifikationen, Formblätter, Mitgeltende Unterlagen wie Bedienungsanleitungen, Betriebsanweisungen, Hygieneanweisungen und vieles mehr in Content Management Systemen verwaltet. Damit können auch externe Anbieter auf die Dokumente zugreifen.
| Organisation                                                               | Betrieb                                                                               | Verbesserung                                              |
| -------------------------------------------------------------------------- | ------------------------------------------------------------------------------------- | --------------------------------------------------------- |
| 4.1 Berücksichtigung gesetzlicher, behördlicher, technischer Anforderungen | 8.1 Betriebliche Planung und Steuerung                                                | 9.1.1 Aufzeichnungen zu den Ergebnissen der Überwachung   |
| 4.2 Identifizierung von interessierten Parteien                            | 8.2.1 / 8.2.2 Informationen über Produkte und Dienstleistungen                        | 9.2 Nachweis des Auditprogramms und der Audit-Ergebnisse  |
| 4.3 Anwendungsbereich des QM-Systems                                       | 8.2.3 Ergebnisse der Überprüfung auf Erfüllung der Anforderungen                      | 9.3.3 Nachweis für die Ergebnisse der Managementbewertung |
| 4.4.2 a) Dokumentation der Durchführung der Prozesse                       | 8.2.4 Änderungen von Anforderungen an Produkte/Dienstleistungen                       | 10.2.2 Nachweise zu Korrekturmaßnahmen                    |
| Qualitätspolitik                                                           | 8.3.2. j) Bestätigung, dass die Anforderungen an die Entwicklung erfüllt wurden       |                                                           |
| 5.3 Rollen, Verantwortlichkeiten und Befugnisse                            | 8.3.3 -8.3.6 Entwicklungseingaben, -ergebnisse, -steuerung, -ergebnisse, -änderungen  |                                                           |
| 6.1 Maßnahmen zum Umgang mit Risiken und Chancen                           | 8.4.1 Beurteilung, Auswahl, Leistungsüberwachung und Neubeurteilung externer Anbieter |                                                           |
| 6.2 Qualitätsziele und Planung                                             | 8.5.1 Steuerung der Dienstleistungserbringung (beherrschte Prozesse)                  |                                                           |
| 7.1.2 Infrastruktur                                                        | 8.5.2 Kennzeichnung der Ergebnisse (Rückverfolgbarkeit)                               |                                                           |
| 7.1.5.1 Eignung der Ressourcen zur Überwachung und Messung                 | 8.5.3 Eigentum der Kunden oder externen Anbieter                                      |                                                           |
| 7.1.6 Wissen der Organisation                                              | 8.5.6 Überwachung von Änderungen                                                      |                                                           |
| 7.4 Kommunikation                                                          | 8.6 Freigabe von Produkten und Dienstleistungen                                       |                                                           |
| 7.5 dokumentierte Information                                              | 8.7.1 Unterbrechung der Erbringung einer Dienstleistung                               |                                                           |
|                                                                            | 8.7.2 Aufzeichnungen zu nichtkonformen Ergebnisse                                     |                                                           |

## Konformitätsbewertung
Will eine Einrichtung sich bestätigen lassen, dass ihr QM-System die Anforderungen einer Norm erfüllt, kann sie sich von einer unabhängigen Stelle prüfen lassen. Über das positive Ergebnis erhält die Einrichtung ein Zertifikat. Um die Vertrauenswürdigkeit der Prüfstellen sicherzustellen, wurde im Jahr 2010 ein einheitliches europäisches Rechtssystem geschaffen. Das harmonisierte Akkreditierungssystem umfasst sowohl den reglementierten Bereich, in dem eine Konformitätsbewertung gesetzlich vorgeschrieben ist, als auch die Bereiche, in denen sich ein Kunde freiwillig von einer akkreditierten Stelle überprüfen lassen möchte.
Die Prüfstellen (Benannte Stellen, notified bodies) werden von einer nationalen Akkreditierungsstelle akkreditiert. Akkreditierungen schaffen Vertrauen in die Arbeit von Laboratorien sowie Inspektions- und Zertifizierungsstellen. In einigen Wirtschaftsbereichen sind Zertifizierungen durch Benannte Stellen zwingend vorgeschrieben (z. B. Medizinprodukte). Die Akkreditierung bestätigt, dass die Prüfstelle ihre Arbeit nach den Anforderungen internationaler Normen, gesetzlicher Grundlagen und relevanter Regeln kompetent erbringen können. Für den europäischen Rechtsrahmen (Verordnung (EG) Nr. 765/2008) stützt sich das Konformitätsbewertungssystem auf die Normen ISO 17000 bis ISO 17067. Für die Überwachung richtet jedes Land eine nationale Akkreditierungsstelle ein. In Deutschland ist die Deutsche Akkreditierungsstelle (DAkkS) durch Gesetz und Verordnung mit dieser hoheitlichen Aufgabe beliehen.
Für nicht-klinische, aber medizinisch relevante Produkte und Dienstleistungen ist die Konformitätsbewertung spezifischer QM-Systeme durch Benannte Stellen zwingend vorgeschrieben z. B. für Medizinprodukte (einschließlich Steril-Produkte) DIN EN ISO 13485, Labor DIN EN ISO 15189 oder freiwillig Arbeitssicherheit ISO 45001, Umweltschutz ISO 14000, IT-Sicherheit ISO 27001, Strahlenschutz und Hygiene (keine abgeschlossene Aufzählung). Sie folgen inzwischen oft der einheitlichen Struktur (High Level Structure) für QM-Systeme, was die Einrichtung und Bewertung eines umfassenden Managementsystems erheblich erleichtert.
Bisher ist in Deutschland die Einführung von Qualitätsmanagement in Einrichtungen der Gesundheitsversorgung nicht an eine Norm gebunden. Auch für die Zertifizierung der Konformität mit einem QM-System nach DIN EN ISO 9001 ist die Akkreditierung der Prüfstelle nicht zwingend. Der Gesetzgeber wird sich bei einer Präzisierung der Anforderungen jedoch an den bewährten Rechtsrahmen halten.

## Qualitätsmanagement in der ambulanten Versorgung
Die grundsätzlichen Anforderungen an ein einrichtungsinternes Qualitätsmanagement der QM-RL des G-BA gelten auch für Vertragsärztinnen und Vertragsärzte, Vertragspsychotherapeutinnen und Vertragspsychotherapeuten, medizinische Versorgungszentren, Vertragszahnärztinnen und Vertragszahnärzte.
Die Rahmenbedingungen werden sektorspezifisch konkretisiert für Vertragsärzte im Anhang 1, für Vertragszahnärzte in Anhang 2.
Die Kassenärztliche Bundesvereinigung (KBV) hat für niedergelassene Ärzte das System Qualität und Entwicklung in Praxen (QEP) entwickelt. Laut einer Erhebung der Stiftung Gesundheit 2010 lag QEP bei den Humanmedizinern mit einem Nutzeranteil von 25 Prozent auf Platz eins der genutzten Systeme, bei Psychotherapeuten sogar mit einem Nutzeranteil von 64 Prozent. Das System ist an den Normen zum QM orientiert. Sie interpretiert deren Anforderungen und fügt viele Themen hinzu, die für Arztpraxen relevant sind.

### Patientenversorgung
- Ausrichtung der Versorgung an fachlichen Standards und Leitlinien entsprechend dem jeweiligen Stand der wissenschaftlichen Erkenntnisse
- Patientenorientierung, Patientensicherheit, Patientenmitwirkung, Patienteninformation und -beratung
- Strukturierung von Behandlungsabläufen

### Praxisführung/Mitarbeiter/Organisation
- Regelung von Verantwortlichkeiten
- Mitarbeiterorientierung (z. B. Arbeitsschutz, Fort- und Weiterbildung, Schulung und Training)
- Praxismanagement z. B. Terminplanung, Datenschutz, Fluchtplan
- Hygienemanagement (u. a. Hygiene- und Hautschutzplan),
- Gestaltung von Kommunikationsprozessen (intern/extern) und Informationsmanagement inklusive Risikokommunikation
- Kooperation und Management der Nahtstellen der Versorgung
- Integration bestehender Qualitätssicherungsmaßnahmen in das interne Qualitätsmanagement.

### Stichprobenziehung
Für das Jahr 2014 wurde gemäß § 8 der ÄQM-RL zum 8. Mal der Einführungs- und Entwicklungsstand des einrichtungsinternen Qualitätsmanagements (QM) in Vertragsarztpraxen und MVZ erhoben. Ausgewertet wurden die Selbstauskünfte einer Stichprobe von mindestens 2,5 % der niedergelassenen Ärzte und Psychotherapeuten, wobei Niedergelassene im MVZ sowie ermächtigte Ärzte in die Grundgesamtheit integriert sind. Die Befragung erfolgte mittels eines bundeseinheitlichen Fragebogens, der sich aus den Vorgaben der ÄQM-RL ableitet.

### Ergebnisse der Stichprobenziehung 2014
Die Ergebnisse der Stichprobenziehung 2014 wurden von den Kassenärztlichen Vereinigungen und der Kassenärztlichen Bundesvereinigung veröffentlicht.
Daraus ergab sich, dass
von 3.064 Vertragsärzten, entsprechend 100 %,

35 noch nicht mit Planung begonnen haben, entsprechend 1,1 %.

In Phase I – mit Planung begonnen – befanden sich 312, entsprechend 10,2 %

in Phase II – mit Umsetzung begonnen – hatten 462, entsprechend 15,1 %

in Phase III – mit Überprüfung begonnen – hatten 166, entsprechend 5,4 %

und in Phase IV – mit Weiterentwicklung begonnen hatten 2087, entsprechend 68,2 %

## Qualitätsmanagement in der stationären Rehabilitation
Einrichtungen der stationären medizinischen Rehabilitation müssen gemäß § 21(3) SGB IX über ein zertifiziertes Qualitätsmanagementsystem (QMS) verfügen, damit sie von Sozialleistungsträgern belegt werden dürfen. § 20 SGB IX sieht vor, dass die unterschiedlichen QM-Verfahren von der Bundesarbeitsgemeinschaft für Rehabilitation e. V. (BAR) akkreditiert sein müssen.

## Qualitätsmanagement der Krankenhaushygiene in Deutschland
Durch Ablösung der veralteten Seuchenschutzgesetze (bis 2000) und Novellierung als Infektionsschutzgesetz (IfSG, ab 2001) mit zugehörigen Krankenhaushygieneverordnungen der Bundesländer wird die Bestellung eines Hygieneverantwortlichen für jede Fachklinik und eines Hygienefacharztes für jeden Klinikstandort vorgeschrieben.
Als letztes Bundesland hat die Freie Hansestadt Bremen 2012 die Notwendigkeit erkannt, Defizite des Qualitätsmanagements der Krankenhaushygiene zu beheben, und einen Hygienefacharzt bestellt.

## Datengestützte einrichtungsübergreifende Qualitätssicherung der Krankenhäuser
Krankenhäuser, die nach § 108 zugelassen sind, müssen jährlich Daten im Rahmen der externen statistisch vergleichenden Qualitätssicherung abgeben. Rechtsgrundlage hierfür sind § 135a und § 137 Sozialgesetzbuch V. Der Gemeinsame Bundesausschuss legt in seiner Richtlinie zur datengestützten einrichtungsübergreifenden Qualitätssicherung (DeQS-RL) die infrastrukturellen und verfahrenstechnischen Grundlagen zur Messung der Versorgungsqualität fest. Im themenspezifischen Teil 2 werden die zu erfassenden Leistungen und die Einzelheiten des jeweiligen Qualitätssicherungsverfahrens geregelt. Zu Umfang und Organisation des Verfahrens siehe Qualitätssicherung in der Medizin.

## Organisationen
Hier werden nur die Organisationen genannt, die sich mit Qualitätsmanagement im Sinne dieses Artikels befassen. Organisationen, deren Zweck und Ziel auf eine umfassendere Qualitätssicherung in der Medizin abheben, werden dort vorgestellt.

### Deutsches Institut für Normung (DIN)
Das Deutsche Institut für Normung gibt die nationalen Versionen der Normen zum Qualitätsmanagement heraus. Für die Gesundheitsversorgung relevant sind die Normen zum Qualitätsmanagement und zu allen Themen, die damit zusammenhängen wie z. B. Labor, Strahlenschutz, IT-Sicherheit, Arbeitsschutz, Projektmanagement, Kundenzufriedenheit und viele medizinische Produkte.

### Deutsche Akkreditierungsstelle (DAkkS) und Benannte Stellen
Die DAkkS ist die nationale Akkreditierungsbehörde der Bundesrepublik Deutschland. Sie ist ein zentraler Baustein der Qualitätsinfrastruktur und erteilt Akkreditierungen im Bereich der Konformitätsbewertung. Die DAkkS handelt im gesetzlichen Auftrag und im Interesse des Staates, der Wirtschaft sowie zum Schutz von Gesellschaft und Umwelt. Akkreditierung erhöht durch die regelmäßige Überwachung der Konformitätsbewertungsstellen indirekt auch die Qualität und Sicherheit von Produkten, Dienstleistungen und Prozessen. Die DAkkS akkreditiert die Benannten Stellen, die QM-Systeme in Einrichtungen der Gesundheitsversorgung zertifizieren. Eine Liste der akkreditierten Prüfstellen (Benannte Stellen, notified bodies) findet man bei der DAkkS.

### Gemeinsamer Bundesausschuss (G-BA)
Der Gemeinsamer Bundesausschuss (G-BA) hat aufgrund seiner gesetzlichen Aufgaben § 136 Absatz 1 Nummer 1 SGB V eine Richtlinie über grundsätzliche Anforderungen an ein einrichtungsinternes Qualitätsmanagement für Vertragsärztinnen und Vertragsärzte, Vertragspsychotherapeutinnen und Vertragspsychotherapeuten, medizinische Versorgungszentren, Vertragszahnärztinnen und Vertragszahnärzte sowie zugelassene Krankenhäuser – QM-RL herausgegeben.

### Institut für Qualitätssicherung und Transparenz im Gesundheitswesen (IQTIG)
Das IQTIG ist nach § 137a Abs. 1 des Sozialgesetzbuches (SGB V) zunächst mit der die einrichtungs- und sektorenübergreifenden Qualitätssicherung beauftragt. Im Absatz (3) 7. Aufzählung wurde das IQTIG beauftragt, „Kriterien zur Bewertung von Zertifikaten und Qualitätssiegeln, die in der ambulanten und stationären Versorgung verbreitet sind, zu entwickeln und anhand dieser Kriterien über die Aussagekraft dieser Zertifikate und Qualitätssiegel in einer für die Allgemeinheit verständlichen Form zu informieren.“ Das IQTIG bildet zu diesem Thema ein Expertengremium, das ab Juli 2020 zusammentreten soll.

### Kooperation für Transparenz und Qualität im Gesundheitswesen (KTQ®)
Das Verfahren der Kooperation für Transparenz und Qualität im Gesundheitswesen (KTQ) ist ein durch den damaligen Verband der Angestellten Krankenkassen (VdAK, jetzt vdek) 1997 angeregtes und durch das Bundesministerium für Gesundheit (Deutschland) gefördertes Bewertungs- und Zertifizierungsverfahren. Seit 2002 ist die KTQ eine eigenständige Gesellschaft mbH. Sie entwickelte einen Selbstbewertungskatalog, der in einer großangelegten Pilotphase vom Juni 2000 – Februar 2001 durch 25 Krankenhäuser getestet wurde. Parallel wurde ein Bewertungsverfahren mit eigens ausgebildeten Visitoren aufgebaut. KTQ(R) ist mithin normative und prüfende Einrichtung zugleich. Seit Mitte 2002 werden Zertifikate an deutsche Krankenhäuser ausgegeben. Zurzeit ist für Krankenhäuser die Version 2021 des KTQ-Kataloges KRANKENHAUS verbindlich. Die Tätigkeit der Gesellschaft wurde auf weitere Geschäftsgebiete ausgedehnt. Siehe dazu den ausführlichen Artikel zur KTQ®.

### Institut für Qualitätsmanagement im Gesundheitswesen (IQMG)
Das IQMG wurde im Jahr 2001 als 100-prozentige Tochter des Bundesverband Deutscher Privatkliniken e. V. (BDPK) gegründet. Das IQMG setzt sich für die Weiterentwicklung der Qualität in der stationären und rehabilitativen Versorgung in Deutschland ein, berät Reha-Einrichtungen und Krankenhäuser in Fragen der Qualitätssicherung und des Qualitätsmanagements und bietet mit seinen Seminaren und jährlichen Qualitätstagungen vielfältige Informations- und Vernetzungsmöglichkeiten. Mit dem exzellenzorientierten IQMP-Reha und dem IQMP kompakt bietet das IQMG zwei von der Bundesarbeitsgemeinschaft für Rehabilitation (BAR e. V.) anerkannte interne QM-Verfahren an.

### Gesellschaft für Qualitätsmanagement in der Gesundheitsversorgung (GQMG)
Zu den Zielen der GQMG gehören die Gestaltung einer Qualitätskultur mit Blick auf Patienten, Mitarbeiterinnen und Wirtschaftlichkeit; die Führung eines wissenschaftlichen Diskurses zu Qualität und Patientensicherheit und Stellungnahmen dazu sowie die Vernetzung der Akteure des Qualitäts- und Risikomanagements durch Anregungen und praktische Unterstützung. Die Gesellschaft gibt Positionspapiere, Handreichungen und Stellungnahmen heraus. Sie veranstaltet jährlich eine Tagung und ein Fachtreffen (Sommerlager). Sie hat keine normativen Anforderungen formuliert und ist keine Prüfstelle.

### Qualitäts- und Gütesiegel; Gütekennzeichnung
Auf dem Feld der Normensetzung und Prüfung betätigt sich inzwischen eine große Zahl von Unternehmen, die Zertifikate, Güte- und Qualitätssiegel, Klassifizierungen oder Kennzeichnungen mit dem Anspruch herausgeben, damit einen Beitrag zum QM in Einrichtungen der Gesundheitsversorgung zu leisten. Ihre Anforderungskataloge entsprechen den spezifischen Anliegen ihrer Herausgeber. Meistens prüfen die Herausgeber die Einhaltung der Anforderungen selbst. Sie sind nicht akkreditiert. Eine offizielle Bewertung ihrer Zuverlässigkeit und Aussagekraft steht noch aus.
Abweichend sind Gütezeichen zu bewerten. Diese geschützte Bezeichnung unterliegt einem Überwachungssystem durch die RAL. Das RAL Gütezeichensystem basiert ausschließlich auf privat vereinbarten Gütesicherungen und umfasst keine Beurteilung oder Akkreditierung durch ein öffentliches Akkreditierungssystem. RAL ist keine Akkreditierungsstelle, die Konformitätsbewertungsstellen akkreditiert. Gütegemeinschaften im klinischen Kontext sind bisher ein Gütezeichen
- RAL-GZ 114, Qualitätsgeprüfte Ambulante Pflegedienste
- RAL-GZ 908, Einrichtungen der Gefässchirurgie und Gefässmedizin
- RAL-GZ 387, Medizinische Kompressionsstrümpfe

Das CE-Kennzeichen ist kein Qualitätssiegel und auch kein Gütezeichen, sondern ein Hinweis darauf, dass ein Produkt vom Hersteller geprüft wurde und dass es alle EU-weiten Anforderungen an Sicherheit, Gesundheitsschutz und Umweltschutz erfüllt. Es ist Pflicht für alle Produkte, die in der EU vermarktet werden, auch für Produkte aus dem EU-Ausland.